# Rak'ah
Une rak'ah (ركعة, rakʿah ; pluriel : ركعات, rakaʿāt) est une séquence de la prière rituelle (salât) des musulmans. Chacune des cinq prières quotidiennes comporte plusieurs raka'ât : deux, trois ou quatre.

## Déroulement

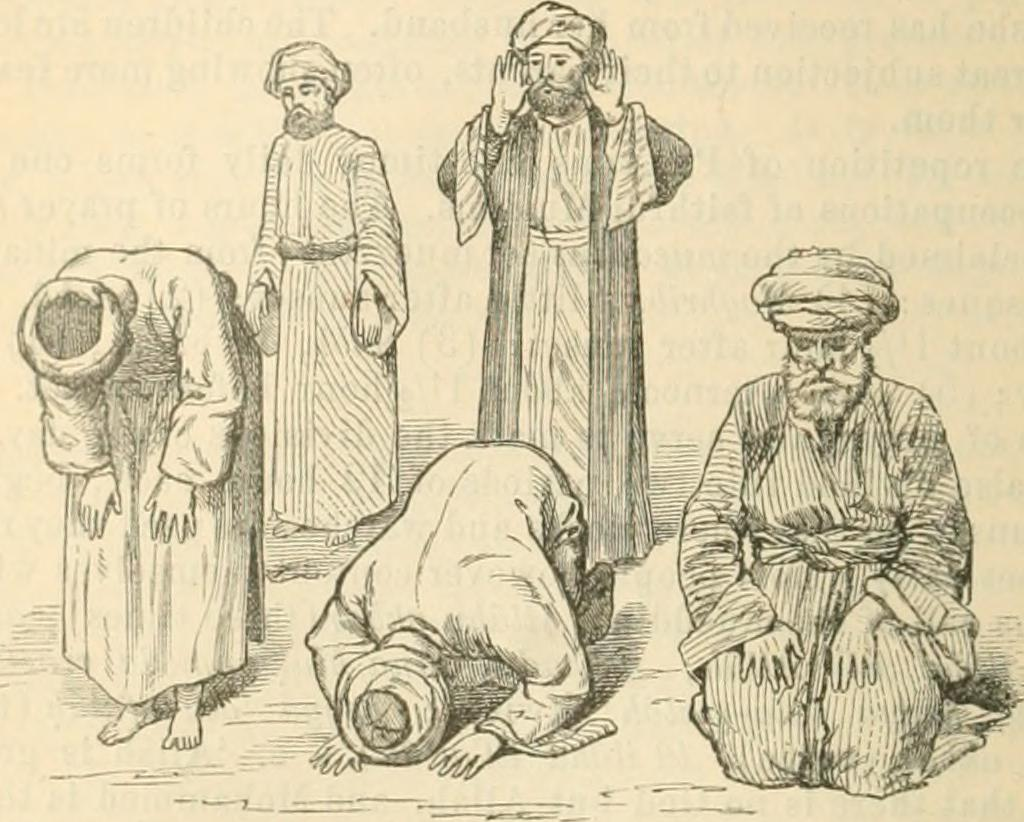
Les différentes postures de la prière musulmane, extrait du livre Egypt: Handbook for travellers, 1885.

Après avoir fait ses ablutions (wûdû), le musulman se tient debout dans l'espace de prière, généralement sur un tapis, et se tourne vers la Kaaba, située au centre de la grande mosquée de La Mecque (qibla). Il prend conscience de la grandeur de l’acte qu’il va accomplir sous le regard de Dieu. Ici commence la première rak'ah. Il lève les mains, les pouces se posent derrière les lobes des oreilles, les doigts sont écartés, et il prononce « Allâhu akbar » (« Dieu est (le plus) grand »), puis il rabaisse les bras, et soit il croise les mains devant le nombril, soit il les laisse pendre de chaque côté des cuisses (chaque madhhab a sa particularité), puis il fixe le regard à l’endroit où il devra poser le front. Il récite la Fâtiha (la première sourate du Coran), suivie d'une autre courte sourate ou de quelques versets. Puis il dit : « Allâhu akbar » en posant les mains sur les genoux, les jambes droites, et dit trois fois : « Subhana rabbi l-'adhîm » (« Gloire à mon Seigneur l'Immense »). Il se relève en gardant les bras le long du corps et dit : « Sami' allâhu liman hamîdah » (« Dieu entend celui qui le loue).
Il se prosterne en posant les genoux, les mains et le front sur le tapis, et dit trois fois : « Subhana rabbi l-a`la » (« Gloire à mon Seigneur, le Très Haut »). Il s'assied sur les talons en disant : « Allâhu akbar » et se prosterne à nouveau en répétant : « Allâhu akbar ». Là se termine la première rak'ah, après quoi le fidèle se lève pour effectuer la rak'ah suivante. D’autres formules et gestes peuvent s’ajouter à ceux qui précèdent,,.
- La prière du Fajr (prière de l'aube) comporte deux raka`at.
- La prière du Dhuhr (prière de la mi-journée) comporte quatre raka`at.
- La prière de Asr (prière de l'après-midi) comporte quatre raka`at.
- La prière du Maghrib (prière du coucher du soleil) comporte trois raka`at.
- La prière de Isha (prière du soir) comporte quatre raka`at.

Les prières surérogatoires Chaf`a et Witr comportent respectivement un nombre pair et un nombre impair de raka`at.
La prière du vendredi effectuée à la mosquée correspond à la prière du Dhuhr, mais elle est réduite à deux raka`at.